# Nitrianske Pravno
Nitrianske Pravno (bis 1946 slowakisch „Nemecké Pravno“; deutsch Deutsch Proben, ungarisch Németpróna) ist eine Gemeinde in der Slowakei.

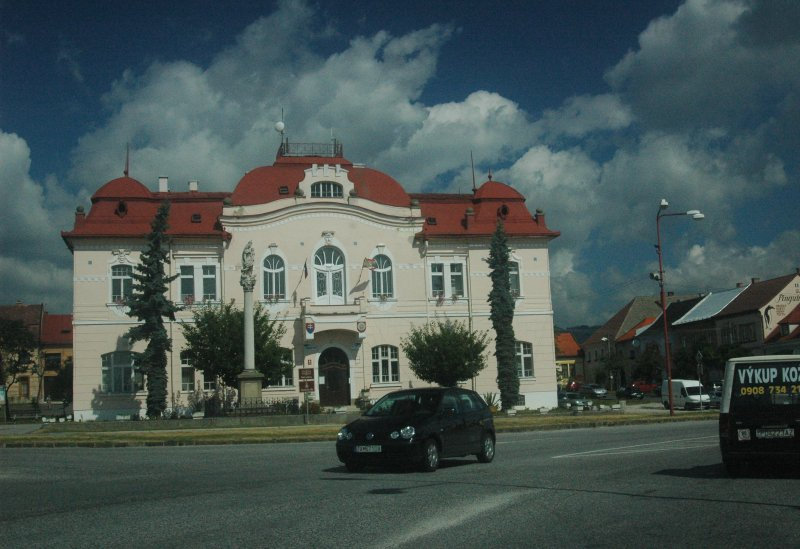
Nitrianske Pravno, Platz

## Geschichte
Der Ort wurde 1393 zum ersten Mal urkundlich als Prona erwähnt, zu ihm gehören die Ortsteile Nitrianske Pravno (Deutsch Proben), Solka (Bettelsdorf, 1950 eingemeindet) und Vyšehradné (Beneschhau/Wenischhau/Majzel, 1960 eingemeindet).
Er war bis 1945 das Zentrum der nördlichen deutschen Sprachinsel im Hauerland.

## Bevölkerung
| Jahr                | 1994 | 2004    | 2014    | 2024    |
| ------------------- | ---- | ------- | ------- | ------- |
| Anzahl der Personen | 3016 | 3175    | 3203    | 3077    |
| Unterschied         |      | +5,27 % | +0,88 % | −3,93 % |

| Jahr                | 2023 | 2024    |
| ------------------- | ---- | ------- |
| Anzahl der Personen | 3111 | 3077    |
| Unterschied         |      | −1,09 % |

## Sehenswürdigkeiten
Im Haus des Karpatendeutschen Vereins befindet sich ein Museum, das den Besuchern einen näheren Einblick in die Traditionen und das Leben der Karpatendeutschen im Hauerland bietet, wobei der Schwerpunkt auf Deutsch-Proben und Umgebung liegt. Das Museum ist eine Außenstelle des Karpatendeutschen Museums Bratislava.

## Partnergemeinden
- Hanušovice, Tschechien